# Nyírmeggyes, Szabolcs-Szatmár-Bereg
Nyírmeggyes  este un sat în districtul Mátészalka, județul Szabolcs-Szatmár-Bereg, Ungaria, având o populație de 2.765 de locuitori (2011). 

## Demografie
Componența etnică a satului Nyírmeggyes
     Maghiari (98,97%)
     Alții (1,03%)
Componența confesională a satului Nyírmeggyes
     Reformați (62,42%)
     Greco-catolici (8,17%)
     Romano-catolici (7,02%)
     Fără religie (2,68%)
     Necunoscută (19,53%)
     Ortodocși (0,18%)
     Alte religii (2,1%)
Conform recensământului din 2011, satul Nyírmeggyes avea 2.765 de locuitori. Din punct de vedere etnic, majoritatea locuitorilor (98,97%) erau maghiari.  Din punct de vedere confesional, majoritatea locuitorilor (62,42%) erau reformați, existând și minorități de greco-catolici (8,17%), romano-catolici (7,02%) și persoane fără religie (2,68%). Pentru 19,53% din locuitori nu este cunoscută apartenența confesională.